# Supernem
A Supernem egy magyar rock/punk együttes.

## Története
A zenekart 2002-ben alapította Papp Szabolcs énekes/basszusgitáros, Pulius Tibor gitáros, és Mózsik Imre dobos. Még ebben az évben megjelent első kislemezük és videóklipjük K-k-kétszer címmel, majd 2003 májusában első nagylemezük is, Hangosabban! címmel. Ekkor léptek fel először a Sziget Fesztiválon. Az eddigi aktív éveik során összesen hat albumot adtak ki, több dalukból is országszerte ismert sláger lett. Az együttes 2011-ig az eredeti felállásban zenélt, ekkor csatlakozott hozzájuk Kubányi Bálint billentyűs. 2016. november 26-án a zenekar hivatalos Facebook oldalán bejelentette az Óriásból is ismert Nagy Dávid dobos érkezését, ezzel 15 év után leváltotta az egyik alapító tagot, Mózsik Imrét. Rendszeres fellépői a magyarországi rock kluboknak és fesztiváloknak. 2023 júliusában bejelentették, hogy szünetet tartanak, az utolsó koncertre 2023. szeptember 23-án került sor a budapesti Kobuci kertben.

## Tagok
- Papp Szabolcs – ének, basszusgitár (2002–2023)
- Pulius Tibor – gitár, vokál (2002–2023)
- Kubányi Bálint – billentyűs hangszerek (2011–2023)
- Nagy Dávid – dobok (2016–2023)

### Korábbi tagok
- Mózsik Imre – dobok (2002–2016)

## Diszkográfia

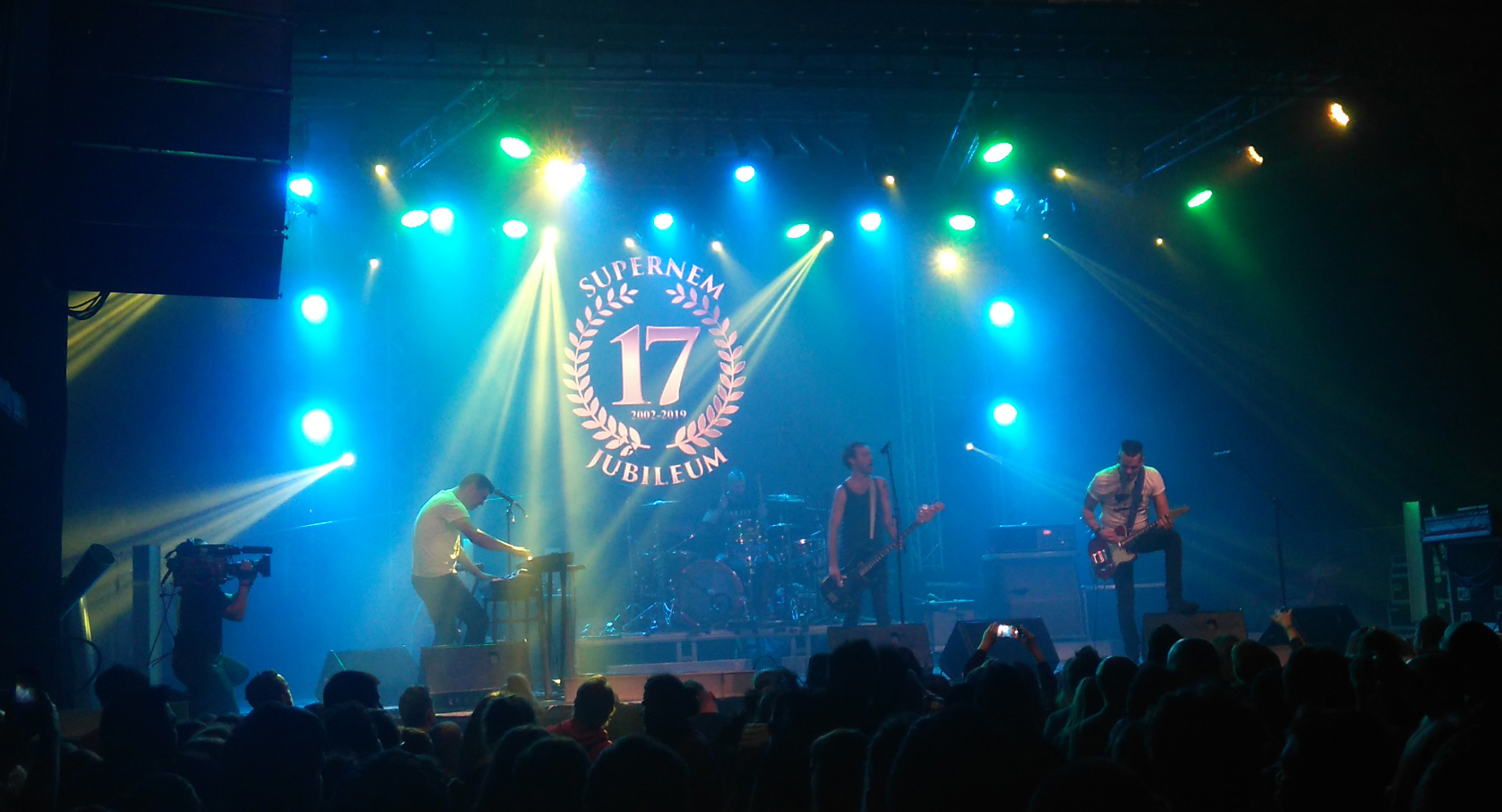
Az együttes a 17. jubileumi koncertjén, a Barba Negra Music Club-ban

### Stúdióalbumok
| Év   | Album                                                       | Legmagasabb helyezés                   |
| Év   | Album                                                       | MAHASZ Top 40 album- és válogatáslemez |
| ---- | ----------------------------------------------------------- | -------------------------------------- |
| 2003 | Hangosabban! - Megjelenés: 2003. május                      | –                                      |
| 2005 | Tejfog - Megjelenés: 2005. november 11.                     | –                                      |
| 2007 | Nemde - Megjelenés: 2007. november 5.                       | –                                      |
| 2011 | Tudományos Fantasztikus Pop - Megjelenés: 2011. április 16. | 14                                     |
| 2014 | Túl a frekvencián - Megjelenés: 2014. május 2.              | 4                                      |
| 2018 | Weekend - Megjelenés: 2018. április 17.                     | 37                                     |

### Kislemezek
| Év   | Dal            | Legmagasabb helyezés | Album        |
| Év   | Dal            | MAHASZ Rádiós Top 40 | Album        |
| ---- | -------------- | -------------------- | ------------ |
| 2004 | Rendőrsztori   | 31                   | Hangosabban! |
| 2006 | Fej vagy írás  | 27                   | –            |
| 2017 | Egy nap egy év | 18                   | Weekend      |
| 2022 | Dubaj          | ?                    | ?            |

### Más rangsorolt dalok
| Év   | Dal               | Legmagasabb helyezés | Album             |
| Év   | Dal               | MAHASZ Stream Top 40 | Album             |
| ---- | ----------------- | -------------------- | ----------------- |
| 2014 | Túl a frekvencián | 10                   | Túl a frekvencián |
| 2014 | Szívbemarkoló     | 3                    | Túl a frekvencián |
| 2014 | Akcióember        | 9                    | Túl a frekvencián |

### Videóklipek
| #  | Év       | Dal                                 | Stúdióalbum                 | Rendező                      |
| -- | -------- | ----------------------------------- | --------------------------- | ---------------------------- |
| 1  | ?        | K-K-Kétszer                         | Hangosabban!                | Galler András 'Indián'       |
| 2  | ?        | Rendőrsztori                        | Hangosabban!                | ?                            |
| 3  | ?        | Surfpunk                            | Hangosabban!                | ?                            |
| 4  | ?        | Hangosabban!                        | Hangosabban!                | ?                            |
| 5  | ?        | Számolj rám                         | Tejfog                      | ?                            |
| 6  | ?        | Nincs mese                          | Tejfog                      | ?                            |
| 7  | 2011     | Hova megy, ki?                      | Tudományos Fantasztikus Pop | Miki357                      |
| 8  | 2014     | Egy a Millióból                     | Túl a frekvencián           | Miki357                      |
| 9  | 2014     | Tviszt                              | Túl a frekvencián           | Norris Pekt (Kubányi Bálint) |
| 10 | 2015     | Győzelem                            | –                           | Szabó Áron                   |
| 11 | 2015     | Van                                 | Túl a frekvencián           | Daniel Besnyő                |
| 12 | 2018     | Weekend                             | Weekend                     | Czoller Bence                |
| 13 | 2019     | Március                             | Weekend                     | Kálocz Tamás                 |
| 14 | 2018/19? | Reggelig táncolni egy rossz cipőben | Tudományos Fantasztikus Pop | sinco                        |